# سفنكس الفارسي (كتاب)
سفنكس الفارسي: أمير عباس هويدا ولغز الثورة الإيرانية هي سيرة ذاتية سياسية تاريخية لأمير عباس هويدا بقلم المؤرخ والمؤلف الإيراني الأمريكي عباس ميلاني. يتناول الكتاب حياته المبكرة، وصعوده في السياسة، وفترة ولايته التي استمرت 12 عامًا كأطول رئيس وزراء خدمة في إيران من عام 1965 إلى عام 1977 في عهد الشاه محمد رضا بهلوي حتى محاكمته وإعدامه في أعقاب الثورة الإيرانية في عام 1979 م.

## العنوان والمحتوى

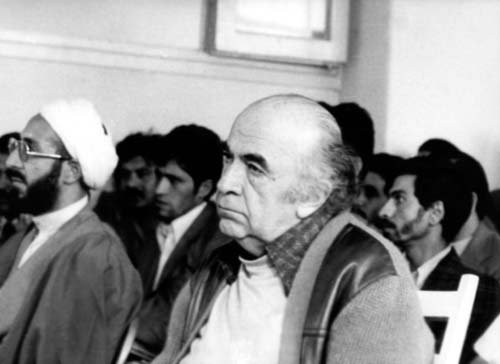
هويدا في المحكمة، 1979

يعد هذا الكتاب نتاجًا لدراسة مكثفة أجراها ميلاني لمدة أربع سنوات. عنوان الكتاب يشبه هويدا بسفنكس، وهو شخصية مستخدمة في الفن والنحت الفارسي. سفنكس هو "مخلوق أسطوري له جسد أسد، وغالبًا ما يكون له رأس إنسان وأحيانًا يكون له أجنحة."
يقدم الكتاب سيرةً مفصّلة لهويدا، بدءًا من طفولته في أسرة متوسطة الحال ذات أصول أرستقراطية، مرورًا بتعليمه في مؤسسات مرموقة في بيروت ولندن وبروكسل، ومسيرته المهنية التي شملت فترة توليه رئاسة الوزراء (1965-1977)، وصولًا إلى نهايته المأساوية بإعدامه في أبريل 1979 عقب الثورة الإيرانية. وبالإضافة إلى حياة هويدا الشخصية، يتناول الكتاب الخلفيات الاجتماعية التي شهدها إيران بين عامي 1918 و1978، والعلاقات بين إيران والولايات المتحدة خلال هذه الفترة. كما يسلط ميلاني الضوء على تأثير هويدا وإرثه في السياسة والتاريخ الإيرانيين عبر صفحات الكتاب.
ضمّن ميلاني في كتابه تقريبًا كل المعلومات المتعلقة بهويدا من خلال تحليل مواد أرشيفية لم تُدرس من قبل، تشمل مراسلاته اليومية غير المنشورة ومذكراته، بالإضافة إلى مقابلات أجراها مع أكثر من مائة من أفراد أسرته وأصدقائه وشخصيات أخرى تحمل آراء متباينة. أما الفصل الأخير من الكتاب، الذي يتناول محاكمة هويدا، فقد استند إلى الأشرطة المسجلة خلال مجريات المحاكمة نفسها.

## الطبعات
نُشر الكتاب في الأصل باللغة الإنجليزية عن دار نشر ميغ للنشر (Mage Publications)، وعن دار أي بي توريس في المملكة المتحدة عام 2000م. وفي عام 2001م، صدرت النسخة الفارسية الأولى من الكتاب. وفي العام التالي، نُشرت طبعة فارسية أخرى من ترجمة عباس ميلاني بعنوان معمای هویدا، عن دار نشر عطیه في إيران.
وحتى عام 2013م، كانت النسخة الإنجليزية من الكتاب قد بلغت الطبعة الثالثة، في حين وصلت ترجمة ميلاني الفارسية إلى الطبعة الخامسة عشرة.